# Maratona di Vienna

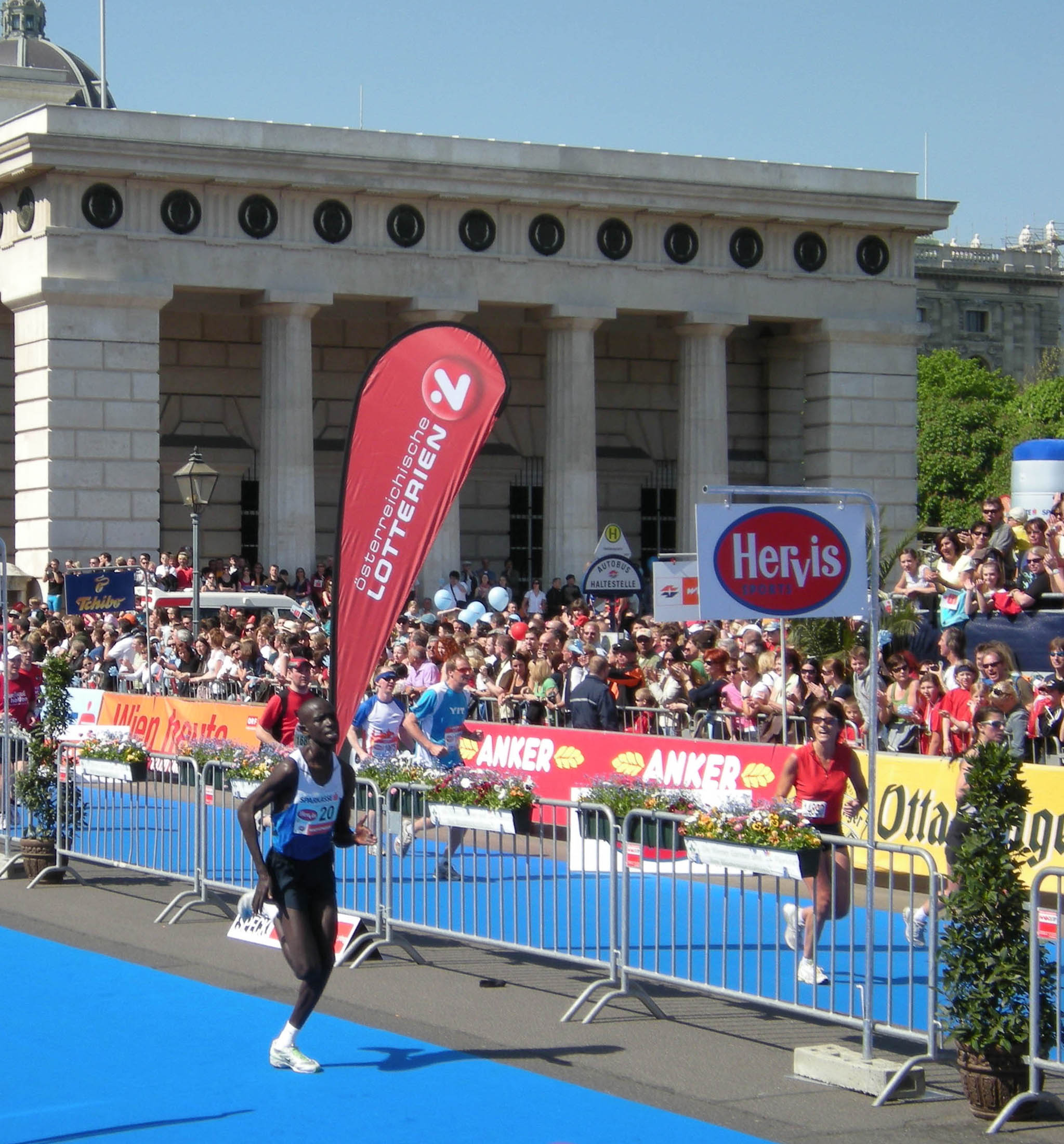
l'arrivo di un concorrente nella maratona del 2009

La Maratona di Vienna è una maratona internazionale che viene disputata con cadenza annuale, dal 1984, per le strade di Vienna, Austria, usualmente in marzo.